# Ordre de bataille lors de la bataille des Ardennes
Ce qui suit est l'ordre de bataille des forces militaires en présence lors de la bataille des Ardennes, qui eut lieu du 16 décembre 1944 au 25 janvier 1945 lors de la Seconde Guerre mondiale.

## Forces Allemandes
L'ensemble des forces allemandes participant à la bataille des Ardennes font partie du groupe d'armée B sous les ordres du Generalfeldmarschall Walter Model.
Un grand nombre de division de Volksgrenadier participent à l'opération, en tant qu'infanterie.

### 5ePanzer Armee
La 5e Panzer Armee est sous les ordres du General der Panzertruppen Hasso von Manteuffel
- 29e Corps d’armée
  - 167e Volksgrenadier division
- 47e Corps d’armée
  - 2e Panzerdivision
  - 9e Panzerdivision
  - Panzer Lehr Division
  - 26e Volksgrenadier Division
  - Brigade mécanisée Führer Begleit
- 58e Corps de blindés
  - 116e Panzerdivision
  - 560e Volksgrenadier Division
- 66e Corps d’armée
  - 18e Volksgrenadier Division
  - 62e Volksgrenadier Division

### 6eSS Panzer Armee
La 6e SS Panzer Armee est sous les ordres du SS-Oberstgruppenführer Josef Dietrich
- - 2e division anti aérienne
  - Fallschirmjäger regiment de Friedrich August von der Heydte
- 1er SS-Panzerkorps
  - 1re division SS Leibstandarte Adolf Hitler
  - 12e Panzerdivision SS Hitlerjugend
  - 150e brigade blindée
  - 12e Volksgrenadier division
  - 277e Volksgrenadier Division
  - 3e Fallschirmjäger Division
- 2e SS-Panzerkorps
  - 2e division SS Das Reich
  - 9e Panzerdivision SS Hohenstaufen
- 67e Corps d’armée
  - 3e Panzergrenadier Division
  - 246e Volksgrenadier Division
  - 272e Volksgrenadier Division
  - 326e Volksgrenadier Division

### 7eArmee
La 7e Armee est sous les ordres du General der Panzertruppe Erich Brandenberger
- 53e Corps d’armée
  - 9e Volksgrenadier Division
  - 15e Panzergrenadier Division
  - Führer Grenadier Brigade
- 80e Corps d’armée
  - 212e Volksgrenadier Division
  - 276e Volksgrenadier Division
  - 340e Volksgrenadier Division
- 85e Corps d’armée
  - 79e Volksgrenadier Division
  - 352e Volksgrenadier Division
  - 5e Fallschirmjäger Division

### Unités détachées
Ces unités sont rattachées directement à l'État Major du groupe d'armée B
- 1er régiment Anti aérien
- 11e panzerdivision
- 10e Panzerdivision SS Frundsberg

## Forces Alliées
L'ensemble des forces Alliées participant à la bataille des Ardennes font partie du 12e groupe d'armée sous les ordres du General of the Army Omar Bradley.

### 1reArmée
La Ire armée américaine est sous les ordres du Général Courtney Hodges
- 5e Corps d’armée, major général Leonard Gerow
  - 1re division d’infanterie
  - 2e division d’infanterie
  - 9e division d’infanterie
  - 78e division d’infanterie
  - 99e division d’infanterie
  - 102e régiment de reconnaissance (Cavalry régiment)
- 7e Corps d’armée
  - 2e division blindée
  - 3e division blindée
  - 83e division d’infanterie
  - 84e division d’infanterie
  - 4e régiment de reconnaissance
- 18e Corps d’armée
  - 7e division blindée
  - 30e division d’infanterie
  - 75e division d’infanterie
  - 106e division d’infanterie surnommée the Golden Lions
  - 82e division aéroportée
  - 14e régiment de reconnaissance

### 3eArmée
La IIIe Armée américaine est sous les ordres du Général George Patton
- 3e Corps d’armée
  - 4e division blindée
  - 6e division blindée
  - 26e division d’infanterie
  - 35e division d’infanterie
  - 90e division d’infanterie
  - 6e régiment de reconnaissance
- 8e Corps d’armée du major-général Troy Middleton
  - 9e division blindée
  - 11e division blindée
  - 28e division d’infanterie
  - 35e division d’infanterie
  - 87e division d’infanterie
  - 17e division aéroportée
  - 101e division aéroportée
- 12e Corps d’armée
  - 10e division blindée
  - 4e division d’infanterie
  - 5e division d’infanterie
  - 80e division d’infanterie
  - 2e régiment de reconnaissance

### 30eCorps d’armée
Le 30e Corps d’armée Britannique est sous les ordres du Général Brian Horrocks
- 30e Corps d’armée
  - Guards Armoured Division
  - 29e Armoured Brigade
  - 33e Armoured Brigade
  - 34e Armoured Brigade
  - 43e division d’infanterie
  - 50e division d’infanterie
  - 51e division d’infanterie
  - 53e division d’infanterie
  - 6e division de parachutiste